# Lijst van aartsbisschoppen van Manfredonia-Vieste-San Giovanni Rotondo

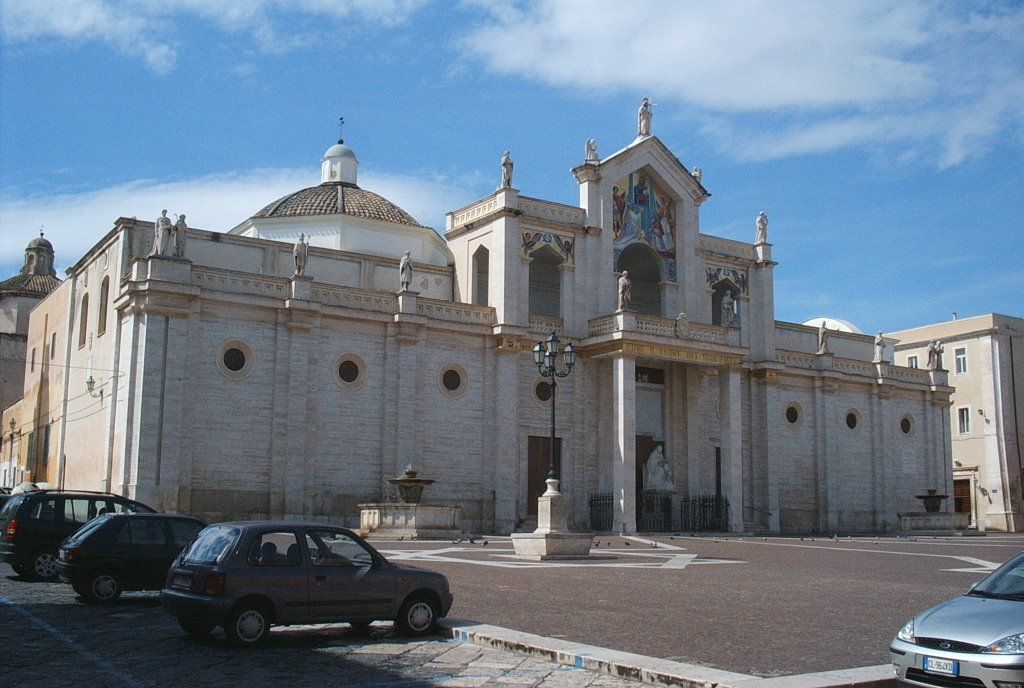
De kathedraal van Manfredonia, zetel van het aartsbisdom

Dit is een lijst van aartsbisschoppen van het Italiaanse aartsbisdom Manfredonia-Vieste-San Giovanni Rotondo.

## Aartsbisschop van Manfredonia (1074-1818)
- 1449 - 1458: Giovanni Burgio
- 1506 - 1511: Antonio Maria Ciocchi del Monte
- 1513 - 1544: Giovanni Maria Ciocchi del Monte
- 1560 - 1562: Bartolomé de la Cueva de Albuquerque
- 1586 - 1607: Domenico Ginnasi
- 1675 - 1680: Pietro Francesco (Vincenzo Maria) Orsini de Gravina OP

## Aartsbisschop van Manfredonia (e Vieste) (1818-1986) c.q. Manfredonia-Vieste (1986-2002)
- 1854 - 1880: Vincenzo Taglialatela
- 1880 - 1884: Beniamino Feuli
- 1884 - 1897: Federico Pizza
- 1897 - 1929: Pasquale Gagliardi
- 1931 - 1969: Andrea Cesarano
- 1970 - 1990: Valentino Vailati
- 1990 - 2002: Vincenzo D'Addario

## Aartsbisschop van Manfredonia-Vieste-San Giovanni Rotondo (2002-heden)
- 2003 - 2009: Domenico Umberto D'Ambrosio
- 2009 - 2018: Michele Castoro
- sinds 5 mei 2018: vacant

Bovenstaande lijst is incompleet. Uw medewerking bij completering wordt ten zeerste op prijs gesteld.